# سلسله کیم
خانواده کیم یا سلسله کیم، رسماً خط خونی کوه پکتو، دودمان سه نسلهٔ رهبری کره شمالی که از اولین فهرست رهبران کره شمالی، کیم ایل-سونگ، در ۱۹۴۸ نشأت گرفته‌است. کیم در پایان کنترل ژاپن بر کره که در سال ۱۹۴۵ منجر به جدا شدن منطقه شد، رهبری شمال را در دست گرفت. او در سال ۱۹۵۰ در تلاش برای اتحاد مجدد شبه جزیره جنگ کره را به راه انداخت. او یک کیش شخصیت را در ارتباط با نزدیک با فلسفه دولتی جوچه آن کشور درست کرد، که به جانشینانش منتقل شد: پسرش کیم جونگ-ایل و نوه‌اش کیم جونگ-اون.
در سال ۲۰۱۳، عبارت ۲ ماده ۱۰ ده اصل بنیادین جدید حزب کارگران کره اعلام کرد که حزب و انقلاب باید «تا ابد» به وسیلهٔ «سلالهٔ پکتو» رهبری شود.